# The Youngbloods
The Youngbloods waren eine US-amerikanische Folk-Rock-Band.

## Geschichte
Der gebürtige New Yorker Perry Miller alias Jesse Colin Young hatte als Folksänger bereits zwei Soloalben (davon eines mit dem Titel „Youngbloods“) veröffentlicht, ehe er 1964 Jerry Corbitt traf. Im Frühjahr 1965 begannen die beiden, als Duo unter dem Namen The Youngbloods aufzutreten, Young spielte Bass und Corbitt Gitarre. Lowell Levinger (Spitzname: Banana), ein Freund Corbitts, stieß als zweiter Gitarrist zur Band und stellte den anderen Joe Bauer, einen Jazz-Schlagzeuger, vor, der das Quartett komplettierte.
Erste Auftritte der Gruppe waren erfolgreich. Sie wurde zur Hausband des Cafe Au Go Go, einem der bekanntesten Nachtclubs im New Yorker Stadtteil Greenwich Village, und schloss einen Plattenvertrag mit RCA Records. Die Single Grizzly Bear schaffte Platz 52 der US-Charts. Bald darauf siedelten die Youngbloods von der Ostküste in den Marin County bei San Francisco um und erwarben sich dort einen Ruf als Festival- und Open-Air-Gruppe.
Das Album The Youngbloods, später Get Together umbenannt, erschien 1967 und wurde von der Kritik hochgelobt. Der daraus als Single ausgekoppelte Song Get Together von Chet Powers alias Dino Valenti verkaufte sich zunächst jedoch schleppend. Als der National Council of Christians and Jews 1969 das Lied zur Hintergrundmusik seiner Werbespots machte, wurde die Single neu veröffentlicht. Sie kam bis auf Platz 5 der US-Charts und verkaufte sich über eine Million Mal. Noch 1967 erschien das zweite Album Earth Music, 1969 dann Elephant Mountain. Jerry Corbitt verließ 1969 die Youngbloods und wurde durch Michael Kane ersetzt. 1971 startete die Band ihr eigenes Label „Racoon“.
Bis 1972 wurden fünf weitere Alben veröffentlicht: Sunlight (1971), Rock Festival (1971), Ride the Wind (1971), Good and Dusty (1972) und High in a Ridgetop (1972). Danach löste sich die Band auf. Young startete eine Solokarriere und war bis in die Mitte der 1980er Jahre erfolgreich. Banana, Bauer und Kane gründeten die Band Banana & The Bunch, Bauer veröffentlichte mit Moonset zudem ein eigenes Album.
Jerry Corbitt veröffentlichte zwei eigene Platten und trat als Produzent, unter anderem für Charlie Daniels und Don McLean, in Erscheinung. Am 9. März 2014 starb er an Lungenkrebs.
Am 16. März 2025 verstarb Jesse Colin Young in Aiken.

## Diskografie

### Studioalben
| Jahr | Titel               | Höchstplatzierung, Gesamtwochen, AuszeichnungChartsChartplatzierungen (Jahr, Titel, Platzierungen, Wochen, Auszeichnungen, Anmerkungen) | Anmerkungen |
| Jahr | Titel               | US | Anmerkungen |
| ---- | ------------------- | --- | ----------- |
| 1967 | The Youngbloods     | US131 (8 Wo.)US |             |
| 1969 | Elephant Mountain   | US118 (29 Wo.)US |             |
| 1971 | Good and Dusty      | US160 (5 Wo.)US |             |
| 1972 | High on a Ridge Top | US185 (10 Wo.)US |             |

Weitere Studioalben
- 1967: Earth Music

### Kompilationen
| Jahr | Titel                       | Höchstplatzierung, Gesamtwochen, AuszeichnungChartsChartplatzierungen (Jahr, Titel, Platzierungen, Wochen, Auszeichnungen, Anmerkungen) | Anmerkungen |
| Jahr | Titel                       | US | Anmerkungen |
| ---- | --------------------------- | --- | ----------- |
| 1970 | The Best of the Youngbloods | US144 (10 Wo.)US |             |
| 1971 | Sunlight                    | US186 (3 Wo.)US |             |

Weitere Kompilationen
- 1970: Two Trips

### Livealben
| Jahr | Titel         | Höchstplatzierung, Gesamtwochen, AuszeichnungChartsChartplatzierungen (Jahr, Titel, Platzierungen, Wochen, Auszeichnungen, Anmerkungen) | Anmerkungen |
| Jahr | Titel         | US | Anmerkungen |
| ---- | ------------- | --- | ----------- |
| 1970 | Rock Festival | US86 (13 Wo.)US |             |
| 1971 | Ride the Wind | US157 (8 Wo.)US |             |

### Singles
| Jahr | Titel Album                                 | Höchstplatzierung, Gesamtwochen, AuszeichnungChartsChartplatzierungen (Jahr, Titel, Album, Platzierungen, Wochen, Auszeichnungen, Anmerkungen) | Anmerkungen                                        |
| Jahr | Titel Album                                 | US | Anmerkungen                                        |
| ---- | ------------------------------------------- | --- | -------------------------------------------------- |
| 1966 | Grizzly Bear The Youngbloods                | US52 (10 Wo.)US |                                                    |
| 1967 | Get Together The Youngbloods / Get Together | US5 Gold · (25 Wo.)US | Höchstplatzierung nach Wiederveröffentlichung 1969 |
| 1969 | Darkness, Darkness Elephant Mountain        | US86 (4 Wo.)US | Höchstplatzierung nach Wiederveröffentlichung 1970 |

Weitere Singles
- 1966: Rider
- 1967: Merry-Go-Round
- 1967: Euphoria
- 1967: Fool Me
- 1968: Quicksand
- 1969: Sunlight
- 1970: Hippie from Olema
- 1971: Sugar Babe
- 1971: It’s a Lovely Day
- 1972: Light Shine
- 1972: Dreamboat
- 1972: Running Bear
- 2009: All My Dreams Blue

## Trivia
- 1970 steuerte die Gruppe den Song Sugar Babe zum Soundtrack zu Zabriskie Point bei.
- Den Refrain von Get Together nutzten Nirvana als erste Zeilen im Lied Territorial Pissings.
- Get Together ist auch auf dem Soundtrack von Fear and Loathing in Las Vegas zu finden.
- Let's Get Together ist im Soundtrack des Films Forrest Gump enthalten.
- Da der Titel Darkness, Darkness nicht als Single veröffentlicht wurde, kam die LP Elephant Mountain wegen seiner Verkaufszahlen in die österreichische Single-Hitparade 1969/70.
- Lowell Levinger („Banana“) wurde als „Electrical Banana“ von Donovan in dessen Lied Mellow Yellow verewigt.[1]